# Heathrow Terminal 5 (stacja)
Heathrow Terminal 5 – stacja kolejowa i jednocześnie stacja metra zlokalizowana przy Terminalu 5 na lotnisku Heathrow, największym porcie lotniczym w Wielkiej Brytanii. Jest jedną z pięciu stacji na terenie lotniska i zarazem jedyną użytkowaną wspólnie przez kolej i metro (przy pozostałych terminalach posiadają one odrębne stacje, przy czym terminale 1-3 obsługiwane są łącznie). Została otwarta w marcu 2008 roku.
Przewoźnikiem zarządzającym stacją jest Heathrow Express, obsługujący połączenie kolejowe z lotniska do centrum Londynu. W sieci metra stacja leży na trasie Piccadilly line. Swój bieg kończy na niej połowa pociągów obsługujących lotnisko (druga połowa dojeżdża do terminalu 4, natomiast wszystkie pociągi przejeżdżają przez stację obok terminali 1-3). W roku 2008 ze stacji skorzystało ok. 3,14 mln pasażerów metra. Nie została ujęta w najnowszym oficjalnym raporcie o wykorzystaniu brytyjskiej sieci kolejowej, stąd trudno o wiarygodną liczbę pasażerów Heathrow Express, którzy z niej skorzystali.